# Apanteles asotae
Apanteles asotae är en stekelart som beskrevs av Watanabe 1932. Apanteles asotae ingår i släktet Apanteles och familjen bracksteklar. Inga underarter finns listade i Catalogue of Life.